# California Street

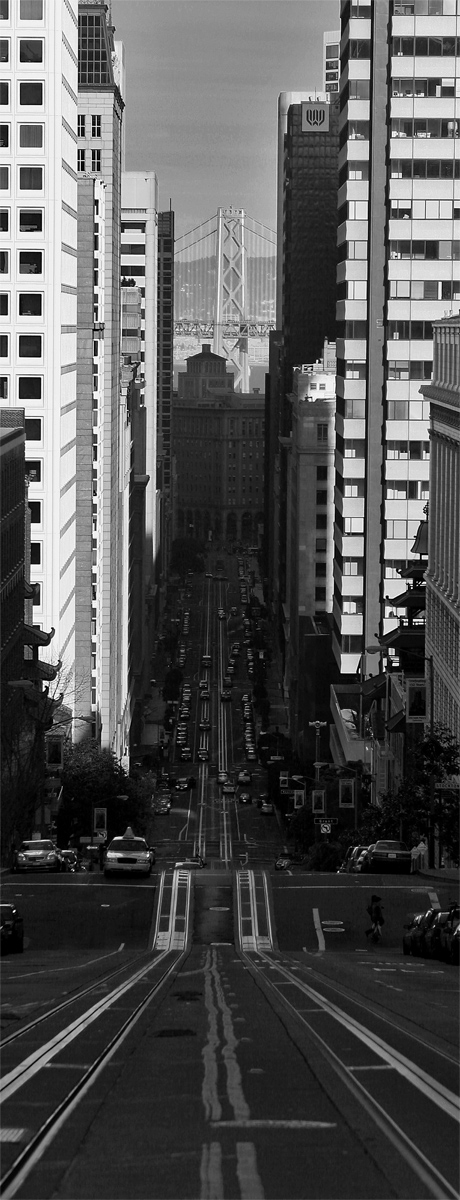
Vista desde la parte superior de California Street mirando hacia el distrito financiero, con el Puente de la Bahía en el fondo.

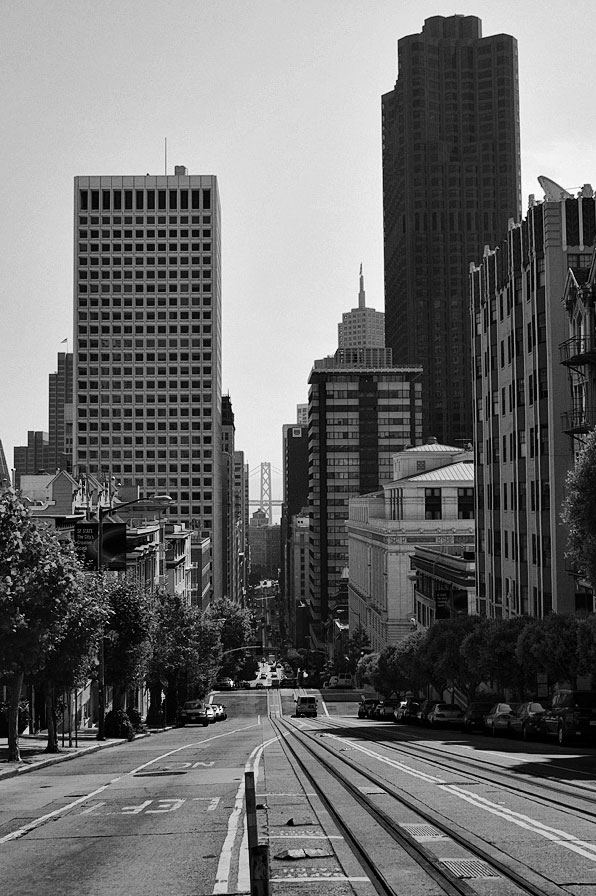
California Street hacia el Puente de la Bahía.

California Street es una calle situada en San Francisco, California, Estados Unidos. Cincuenta y cuatro manzanas de California Street, desde Van Ness Avenue hacia el oeste, hasta la Avenida 32, fueron el último tramo de la construcción de la Autopista Lincoln, la primera carretera en cruzar de costa a costa los Estados Unidos, terminando en Lincoln Park.

## Descripción
California Street es una de las calles más largas de San Francisco, y contiene varios lugares de interés. Discurre en una línea aproximadamente recta este-oeste de 8,4 km desde el  Distrito Financiero hasta Lincoln Park, en el noroeste de la ciudad. Comienza en la intersección de Market Street y Spear Street, frente al Hyatt Regency Embarcadero Center, a una manzana del Ferry Building, y pasa por Nob Hill, Lower Pacific Heights, Laurel Heights, y el Lake District. La calle hace una pequeña curva en la intersección de Cornwall Street y la Séptima Avenida, y después discurre paralela al borde del Presidio Real de San Francisco por el Richmond District hasta su final sin salida en la Avenida 32, en Lincoln Park. La calle tiene entre cuatro y seis carriles en toda su longitud, y una línea de tranvía en la parte oriental, entre Market Street y Van Ness Avenue.

## Lugares de interés
- Embarcadero Center
- 50 California Street
- 101 California Street
- 150 California Street
- 345 California Center (Mandarin Oriental Hotel)
- 465 California Street, (Merchants Exchange Building (San Francisco))
- 555 California Street (Bank of America Center)
- 580 California Street
- 650 California Street (Hartford Building)
- 600 Stockton (hotel Ritz Carlton)
- 905 California Street (Stanford Court Hotel)
- 800 Powell Street (University Club)
- Fairmont Hotel
- 999 California Street (Mark Hopkins Hotel )
- 1000 California Street (Pacific-Union Club), antigua Flood Mansion
- 1075 California Street (Huntington Hotel)
- 1111 California Street (Masonic Auditorium)
- Huntington Park
- Grace Cathedral
- California Pacific Medical Center